# Торно (Потенца)
Торно је насеље у Италији у округу Потенца, региону Базиликата.
Према процени из 2011. у насељу је живело 154 становника. Насеље се налази на надморској висини од 879 м.